# Iruma
Iruma (入間市?, Iruma-shi) è una città giapponese della prefettura di Saitama.